# 7人制ラグビー男子アメリカ合衆国代表
7人制ラグビー男子アメリカ合衆国代表（英語: United States national rugby sevens team）は、国際大会に派遣される7人制ラグビーの男子アメリカ代表チームである。愛称は15人制アメリカ代表と同じイーグルス。
ワールドラグビーセブンズシリーズ、ラグビーワールドカップセブンズなどに出場している。

## 歴史
1986年、香港セブンズに初めて参加。
その後2015年、ロンドンセブンズでワールドラグビーセブンズシリーズでの初優勝を果たした。

## 成績

### 夏季オリンピック
| 年   | ラウンド         | 順位 | 試 | 勝 | 負 | 分 |
| ---- | ---------------- | ---- | -- | -- | -- | -- |
| 2016 | 予選ラウンド敗退 | 9位  | 5  | 3  | 2  | 0  |
| 2021 | 準々決勝敗退     | 6位  | 6  | 3  | 3  | 0  |
| 2024 | 準々決勝敗退     | 6位  | 6  | 1  | 4  | 1  |
| 計   | 優勝 0 回        | 3/3  | 17 | 7  | 9  | 1  |

### ワールドカップ
| 年   | ラウンド                       | 順位 | 試 | 勝 | 負 | 分 |
| ---- | ------------------------------ | ---- | -- | -- | -- | -- |
| 1993 | グループステージ敗退           | 17   | 5  | 1  | 4  | 0  |
| 1997 | ボウル優勝                     | 17   | 7  | 4  | 3  | 0  |
| 2001 | プレート準々決勝敗退           | 13   | 6  | 2  | 4  | 0  |
| 2005 | ボウル準々決勝敗退             | 13   | 6  | 2  | 4  | 0  |
| 2009 | プレート準々決勝敗退           | 13   | 4  | 1  | 3  | 0  |
| 2013 | プレート準々決勝敗退           | 13   | 4  | 1  | 3  | 0  |
| 2018 | 5位決定戦敗退                  | 6    | 4  | 2  | 2  | 0  |
| 2022 | チャレンジトロフィー準決勝敗退 | 11   | 4  | 2  | 2  | 0  |
| 計   | 優勝 0回                       | 7/7  | 40 | 15 | 25 | 0  |

### ワールドゲームズ
| 年   | ラウンド      | 順位     | 試       | 勝       | 負       | 分       |
| ---- | ------------- | -------- | -------- | -------- | -------- | -------- |
| 2001 | 出場なし      | 出場なし | 出場なし | 出場なし | 出場なし | 出場なし |
| 2005 | 5位決定戦敗退 | 6        | 5        | 1        | 4        | 0        |
| 2009 | 5位決定戦勝利 | 5        | 6        | 2        | 4        | 0        |
| 2013 | 出場なし      | 出場なし | 出場なし | 出場なし | 出場なし | 出場なし |
| 計   | 優勝 0 回     | 2/4      | 17       | 16       | 1        | 0        |

### ワールドセブンズシリーズ
- ※コアチームとして在籍したシーズンのみ
- 2008-2009シーズン - 11位
- 2009-2010シーズン - 10位
- 2010-2011シーズン - 12位
- 2011-2012シーズン - 11位
- 2012-2013シーズン - 11位
- 2013-2014シーズン - 13位
- 2014-2015シーズン - 6位
- 2015-2016シーズン - 6位
- 2016-2017シーズン - 5位
- 2017-2018シーズン - 6位
- 2018-2019シーズン - 2位
- 2019-2020シーズン - 7位
- 2020-2021シーズン - 5位
- 2021-2022シーズン - 6位
- 2022-2023シーズン - 10位
- 2023-2024シーズン - 9位

## 主な歴代選手
- ファラウ・ニウア - 代表最多キャップ保持者
- マディソン・ヒューズ - 代表最多得点者・リオ五輪代表主将
- カーリン・アイルズ - 代表最多トライ者
- ベン・ピンケルマン
- ギャレット・ベンダー

## 直近大会の代表スコッド
パリ2024五輪スコッド
1. アーロン・カミングス
2. マカ・ウヌフェ
3. オリン・バイザー
4. マタイ・レウラ
5. マーカス・トゥプオラ
6. ケヴォン・ウィリアムズ (C)
7. ナイマ・フアラウ
8. マラカイ・エスデール
9. スティーブン・トマシン
10. マディソン・ヒューズ
11. ペリー・ベイカー
12. ルーカス・ラカンプ

(C)はキャプテン